# Xerobiotus
Genre
Xerobiotus est un genre de tardigrades de la famille des Macrobiotidae.

## Liste des espèces
Selon Degma, Bertolani et Guidetti, 2013 :
- Xerobiotus euxinus Pilato, Kiosya, Lisi, Inshina & Biserov, 2011
- Xerobiotus pseudohufelandi (Iharos, 1966)
- Xerobiotus xerophilus (Dastych, 1978)

## Publication originale
- Bertolani & Biserov, 1996 : Leg and claw adaptations in soil tardigrades, with erection of two new genera of Eutardigrada, Macrobiotidae: Pseudohexapodibius and Xerobiotus. Invertebrate Biology, vol. 115, no 4, p. 299-304.